# Margaromma soligena
Margaromma soligena là một loài nhện trong họ Salticidae.
Loài này thuộc chi Margaromma. Margaromma soligena được Eugène Simon miêu tả năm 1901.